# Quả bóng vàng Việt Nam
Quả bóng vàng Việt Nam là giải thưởng cá nhân danh giá nhất dành cho cầu thủ bóng đá xuất sắc nhất Việt Nam trong một năm dương lịch. Giải thưởng này do báo Sài Gòn Giải Phóng đề xướng và tổ chức thường niên. Giải lần đầu tiên được tổ chức vào năm 1995, sau thành tích mà đội tuyển bóng đá quốc gia Việt Nam đạt được tại SEA Games 18. 
Trải qua các năm tổ chức, giải thưởng Quả bóng vàng Việt Nam đã được mở rộng với nhiều hạng mục khác nhau. Ba hạng mục chính của giải thưởng này là Quả bóng vàng dành cho cầu thủ nam, nữ và futsal. Bên cạnh đó còn có các hạng mục phụ dành cho cầu thủ trẻ, cầu thủ nước ngoài xuất sắc nhất và giải Cống hiến; những giải thưởng này nhằm vinh danh các cá nhân đã có những đóng góp nổi bật, có thành tích tiêu biểu đối với bóng đá Việt Nam. 
Giải thưởng Quả bóng vàng Việt Nam được bình chọn bởi các chuyên gia, lãnh đạo, nhà báo trong lĩnh vực thể thao cũng như huấn luyện viên ở giải vô địch quốc gia. Tính đến năm 2024, đã có 19 cầu thủ nam, 12 cầu thủ nữ và 7 cầu thủ futsal đã được trao danh hiệu Quả bóng vàng Việt Nam; ngoài ra nhiều cầu thủ và cá nhân khác đã được trao danh hiệu Quả bóng bạc, Quả bóng đồng cùng các hạng mục giải phụ.

## Khái quát

### Ra đời và phát triển
Ý tưởng về giải thưởng Quả bóng vàng Việt Nam đã ra đời vào năm 1995, ngay sau khi đội tuyển Việt Nam lọt vào trận chung kết môn bóng đá nam Đại hội Thể thao Đông Nam Á lần thứ 18 tại Thái Lan, thành tích mà bóng đá Việt Nam lần đầu đạt được từ khi tái hòa nhập với thể thao Đông Nam Á. Người được cho là khởi xướng ra giải thưởng này là cố nhà báo Đỗ Minh Hùng, người sau này giữ chức phó ban báo Sài Gòn Giải Phóng Thể thao. Chứng kiến bàn thắng vàng của Trần Minh Chiến trong trận bán kết với đội tuyển Myanmar, ngay trong đêm chiến thắng, ông Hùng đã nảy ra ý tưởng tổ chức giải thưởng để vinh danh các cầu thủ Việt Nam đã có những đóng góp, thành tích, dấu ấn nổi bật trong năm. Ông đã soạn thảo đề án cho giải thưởng chỉ trong bốn giờ đồng hồ rồi trình lên ban biên tập báo Sài Gòn Giải Phóng, và nhanh chóng được đồng ý. Chữ "vàng" trong tên giải "Quả bóng vàng" được lấy ý từ chính "bàn thắng vàng" của Trần Minh Chiến. Theo Sài Gòn Giải Phóng, khi bàn về ý tưởng giải thưởng "Quả bóng vàng" cho cầu thủ Việt Nam, họ lo ngại cái bóng quá lớn của giải thưởng Quả bóng vàng châu Âu, song cuối cùng vẫn tiến hành tổ chức bởi nó "là sân chơi của riêng cầu thủ Việt Nam và họ xứng đáng được tôn vinh với tên gọi đó". Còn nhà báo Minh Hùng thì thông tin ngay trước trận chung kết SEA Games 18 với Thái Lan là sẽ có giải thưởng "Quả bóng vàng Việt Nam" và kêu gọi sự ủng hộ.
Vào những năm 1995–1996 tại Thành phố Hồ Chí Minh, không có nhiều cửa hàng bán cúp lưu niệm, những chiếc cúp có hình quả bóng cũng được xem là hiếm. Ban tổ chức đã phải mang bản vẽ thiết kế đến những tiệm đúc lư đồng để làm cúp trao cho người chiến thắng, và những sản phẩm "quả bóng vàng Việt Nam" ban đầu bị so sánh như "những quả dừa khô". Quá trình bình chọn diễn ra song song, và chỉ ba tháng sau trận chung kết SEA Games 18, lễ trao giải Quả bóng vàng Việt Nam đã được tổ chức lần đầu tiên với danh hiệu được trao cho Lê Huỳnh Đức, người đã góp công lớn vào thành tích của tuyển Việt Nam cũng như vô địch giải các đội mạnh Việt Nam năm 1995 với đội bóng đá Công an Thành phố Hồ Chí Minh. Vào năm 1998, lần đầu tiên giải thưởng này được đưa ra Hà Nội tổ chức và cầu thủ Nguyễn Hồng Sơn đã đoạt danh hiệu.
Năm 2000, giải thưởng Quả bóng vàng Việt Nam được bổ sung thêm hai hạng mục là Cầu thủ trẻ xuất sắc nhất và Cầu thủ nước ngoài xuất sắc nhất, với Phạm Văn Quyến và Iddi Batambuje – lúc đó đều thi đấu cho Sông Lam Nghệ An – là những người giành chiến thắng. Năm 2001, ý tưởng về danh hiệu "Quả bóng vàng Việt Nam" dành cho cầu thủ nữ được đề xướng và triển khai lần đầu vào một năm sau đó. Năm 2012, hạng mục "Cầu thủ trẻ nữ xuất sắc nhất" lần đầu được đưa vào xét chọn. Vào năm 2015, giải thưởng có thêm hạng mục dành cho "cầu thủ futsal nam xuất sắc nhất". Năm 2016, sau những thành công của futsal Việt Nam tại các giải đấu quốc tế, giải thưởng Quả bóng vàng Việt Nam dành cho futsal được đưa vào tổ chức và bình chọn. Vào các năm 2016, 2019 và 2023, Quả bóng vàng Việt Nam có thêm hạng mục giải phụ mang tên "giải Cống hiến" trao cho các cá nhân đã có những đóng góp nổi bật đối với bóng đá Việt Nam.
Giải thưởng Quả bóng vàng Việt Nam năm 2013 không được trao do những thất bại của bóng đá Việt Nam trong năm này cũng như nhiều vấn đề tiêu cực khác của bóng đá trong nước thời điểm đó. Năm 2021, do ảnh hưởng của đại dịch COVID-19 tại Việt Nam, một số hạng mục của danh hiệu này đã không được bình chọn và trao giải.

### Thể lệ và tài trợ
Giải thưởng Quả bóng vàng Việt Nam được bầu chọn bởi các chuyên gia được coi là có uy tín trong ngành thể thao, các lãnh đạo ngành thể thao, các nhà báo có chuyên môn và các huấn luyện viên hành nghề tại giải vô địch quốc gia. Tiêu chí đánh giá một cầu thủ cho danh hiệu Quả bóng vàng thường xét từ màn trình diễn cá nhân, cũng như thành tích đạt được của cầu thủ đó ở đội tuyển quốc gia, sau đó là cấp câu lạc bộ. Ngoài ra, cầu thủ phải đảm bảo các yêu cầu như không vi phạm pháp luật, có phẩm chất đạo đức và không nhận các án kỷ luật. Tuy nhiên, cũng không ít ý kiến cho rằng tiêu chí bầu chọn danh hiệu Quả bóng vàng Việt Nam cần được rõ ràng hơn.
Khi giải Quả bóng vàng được ra mắt năm 1995, hãng bia Tiger là nhà tài trợ chính và đơn vị này tiếp tục tài trợ danh hiệu đến năm 1998. Giai đoạn từ năm 2000 đến năm 2005, PepsiCo là nhà tài trợ chính cho giải thưởng; và sau đó là Eximbank từ năm 2010 đến năm 2012. Từ năm 2015, Công ty Thái Sơn Nam do ông Trần Anh Tú (cũng giữ chức Phó Chủ tịch Liên đoàn Bóng đá Việt Nam) làm chủ tịch hội đồng thành viên là nhà tài trợ chính cho giải thưởng này. Ngoài ra, giải thưởng có nhiều nhà đồng tài trợ khác, là các doanh nghiệp, tổ chức hoạt động ở Việt Nam.

## Quả bóng vàng nam

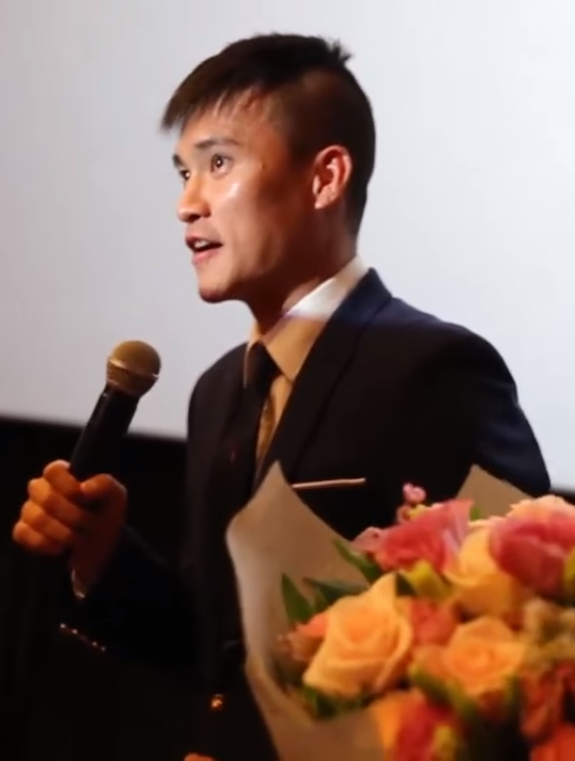
Lê Công Vinh, cầu thủ đã từng đoạt 3 quả bóng vàng Việt Nam trong các năm 2004, 2006, 2007

Cầu thủ Phạm Thành Lương hiện đang nắm giữ kỷ lục giành danh hiệu Quả bóng vàng Việt Nam dành cho nam nhiều nhất với bốn lần. Hai cầu thủ đã từng ba lần đoạt giải gồm có Lê Huỳnh Đức, Lê Công Vinh. Có hai thủ môn từng đoạt danh hiệu Quả bóng vàng Việt Nam là Võ Văn Hạnh (năm 2001) và Dương Hồng Sơn (năm 2008). Đáng chú ý, khi thủ môn Võ Văn Hạnh của Sông Lam Nghệ An giành được danh hiệu Quả bóng vàng năm 2001, từng có ý kiến đề nghị nên trao danh hiệu Quả bóng vàng Việt Nam cho một cầu thủ nữ vì những thành tích bị cho là "đáng thất vọng" của bóng đá nam Việt Nam năm 2001, trong khi tuyển nữ Việt Nam lần đầu tiên đoạt huy chương vàng SEA Games; và "quả bóng đồng" 2001 được trao cho một nữ cầu thủ là Lưu Ngọc Mai. Lê Công Vinh là người giữ kỷ lục cầu thủ trẻ nhất trong lịch sử từng giành Quả bóng vàng Việt Nam, khi anh đoạt danh hiệu này vào năm 2004 ở thời điểm 19 tuổi, 3 tháng và 5 ngày; trong khi cầu thủ nam lớn tuổi nhất đoạt giải là Nguyễn Văn Quyết vào năm 2022 khi đã 31 tuổi. Ở cấp câu lạc bộ, câu lạc bộ Hà Nội có số lần có cầu thủ giành Quả bóng vàng nhiều nhất với 7 lần, kế sau đó là Sông Lam Nghệ An với 5 lần. Đối với các cầu thủ nước ngoài nhập tịch Việt Nam, Huỳnh Kesley Alves là trường hợp duy nhất nằm trong tốp 3 cho danh hiệu Quả bóng vàng tính đến năm 2024, đạt được vào năm 2011 và giành Quả bóng đồng chung cuộc.
Đương kim Quả bóng vàng Việt Nam hiện tại (2024) là cầu thủ Nguyễn Tiến Linh, thời điểm đoạt giải đang thi đấu cho câu lạc bộ Becamex Bình Dương.

### Người chiến thắng
|  | Cầu thủ ở năm đoạt giải đang thi đấu trong nước nhưng không thi đấu tại giải Vô địch Quốc gia mà thi đấu tại các giải hạng dưới |
|  | Cầu thủ ở thời điểm đoạt giải không thi đấu trong nước                                                                          |
|  | Cầu thủ nữ đoạt giải |

| Năm  | Quả bóng vàng        | Quả bóng vàng                        | Quả bóng bạc            | Quả bóng bạc                  | Quả bóng đồng           | Quả bóng đồng                                 | Nguồn         |
| ---- | -------------------- | ------------------------------------ | ----------------------- | ----------------------------- | ----------------------- | --------------------------------------------- | ------------- |
| Năm  | Cầu thủ              | Câu lạc bộ                           | Cầu thủ                 | Câu lạc bộ                    | Cầu thủ                 | Câu lạc bộ                                    | Nguồn         |
| 1995 | Lê Huỳnh Đức         | Công an Thành phố Hồ Chí Minh        | Nguyễn Văn Cường        | Bình Định                     | Nguyễn Hữu Đang         | Khánh Hòa                                     | [ 43 ] [ 44 ] |
| 1996 | Võ Hoàng Bửu         | Cảng Sài Gòn                         | Trần Công Minh          | Đồng Tháp                     | Nguyễn Hồng Sơn         | Thể Công                                      | [ 43 ] [ 44 ] |
| 1997 | Lê Huỳnh Đức (2)     | Công an Thành phố Hồ Chí Minh        | Nguyễn Hữu Thắng (1972) | Sông Lam Nghệ An              | Trần Công Minh          | Đồng Tháp                                     | [ 43 ] [ 44 ] |
| 1998 | Nguyễn Hồng Sơn      | Thể Công                             | Lê Huỳnh Đức            | Công an Thành phố Hồ Chí Minh | Trần Công Minh (2)      | Đồng Tháp                                     | [ 43 ] [ 44 ] |
| 1999 | Trần Công Minh       | Đồng Tháp                            | Lê Huỳnh Đức (2)        | Công an Thành phố Hồ Chí Minh | Nguyễn Hồng Sơn (2)     | Thể Công                                      | [ 43 ] [ 44 ] |
| 2000 | Nguyễn Hồng Sơn (2)  | Thể Công                             | Lê Huỳnh Đức (3)        | Công an Thành phố Hồ Chí Minh | Đỗ Khải                 | Hải Quan                                      | [ 12 ] [ 44 ] |
| 2001 | Võ Văn Hạnh          | Sông Lam Nghệ An                     | Đỗ Khải                 | Hải Quan                      | Lưu Ngọc Mai            | Thành phố Hồ Chí Minh                         | [ 12 ] [ 44 ] |
| 2002 | Lê Huỳnh Đức (3)     | Ngân hàng Đông Á                     | Trần Minh Quang         | Bình Định                     | Huỳnh Hồng Sơn          | Cảng Sài Gòn                                  | [ 12 ] [ 44 ] |
| 2003 | Phạm Văn Quyến       | Sông Lam Nghệ An                     | Phan Văn Tài Em         | Gạch Đồng Tâm Long An         | Nguyễn Hữu Thắng (1980) | Bình Dương                                    | [ 45 ] [ 44 ] |
| 2004 | Lê Công Vinh         | Sông Lam Nghệ An                     | Thạch Bảo Khanh         | Thể Công                      | Phan Văn Tài Em         | Gạch Đồng Tâm Long An                         | [ 46 ] [ 44 ] |
| 2005 | Phan Văn Tài Em      | Gạch Đồng Tâm Long An                | Lê Công Vinh            | PJICO Sông Lam Nghệ An        | Lê Tấn Tài              | Khánh Hòa                                     | [ 47 ] [ 44 ] |
| 2006 | Lê Công Vinh (2)     | PJICO Sông Lam Nghệ An               | Nguyễn Minh Phương      | Gạch Đồng Tâm Long An         | Lê Tấn Tài (2)          | Khánh Hòa                                     | [ 48 ] [ 44 ] |
| 2007 | Lê Công Vinh (3)     | Tài chính Dầu khí – Sông Lam Nghệ An | Nguyễn Minh Phương (2)  | Đồng Tâm Long An              | Nguyễn Vũ Phong         | Becamex Bình Dương                            | [ 49 ] [ 44 ] |
| 2008 | Dương Hồng Sơn       | Hà Nội T&T                           | Vũ Như Thành            | Becamex Bình Dương            | Lê Công Vinh            | Hà Nội T&T/Tài chính Dầu khí Sông Lam Nghệ An | [ 51 ] [ 44 ] |
| 2009 | Phạm Thành Lương     | Hà Nội ACB                           | Nguyễn Vũ Phong         | Becamex Bình Dương            | Bùi Tấn Trường          | Tập đoàn Cao su Đồng Tháp                     | [ 52 ] [ 44 ] |
| 2010 | Nguyễn Minh Phương   | Đồng Tâm Long An                     | Phạm Thành Lương        | Hà Nội ACB                    | Nguyễn Vũ Phong (2)     | Becamex Bình Dương                            | [ 53 ]        |
| 2011 | Phạm Thành Lương (2) | Hà Nội ACB                           | Nguyễn Trọng Hoàng      | Sông Lam Nghệ An              | Huỳnh Kesley Alves      | Sài Gòn Xuân Thành                            | [ 54 ]        |
| 2012 | Huỳnh Quốc Anh       | SHB Đà Nẵng                          | Lê Tấn Tài              | Khatoco Khánh Hòa             | Nguyễn Minh Phương      | SHB Đà Nẵng                                   | [ 44 ] [ 55 ] |
| 2013 | Không trao giải      | Không trao giải                      | Không trao giải         | Không trao giải               | Không trao giải         | Không trao giải                               | [ 23 ]        |
| 2014 | Phạm Thành Lương (3) | Hà Nội T&T                           | Nguyễn Văn Quyết        | Hà Nội T&T                    | Lê Công Vinh (2)        | Sông Lam Nghệ An                              | [ 56 ]        |
| 2015 | Nguyễn Anh Đức       | Becamex Bình Dương                   | Nguyễn Văn Quyết (2)    | Hà Nội T&T                    | Lê Công Vinh (3)        | Becamex Bình Dương                            | [ 57 ]        |
| 2016 | Phạm Thành Lương (4) | Hà Nội T&T                           | Lương Xuân Trường       | Incheon United                | Vũ Minh Tuấn            | Than Quảng Ninh                               | [ 58 ]        |
| 2017 | Đinh Thanh Trung     | Quảng Nam                            | Nguyễn Anh Đức          | Becamex Bình Dương            | Nguyễn Quang Hải        | Hà Nội                                        | [ 59 ]        |
| 2018 | Nguyễn Quang Hải     | Hà Nội                               | Nguyễn Anh Đức (2)      | Becamex Bình Dương            | Phan Văn Đức            | Sông Lam Nghệ An                              | [ 60 ]        |
| 2019 | Đỗ Hùng Dũng         | Hà Nội                               | Nguyễn Quang Hải        | Hà Nội                        | Nguyễn Trọng Hoàng      | Viettel                                       | [ 61 ]        |
| 2020 | Nguyễn Văn Quyết     | Hà Nội                               | Bùi Tiến Dũng           | Viettel                       | Quế Ngọc Hải            | Viettel                                       | [ 62 ]        |
| 2021 | Nguyễn Hoàng Đức     | Viettel                              | Nguyễn Quang Hải (2)    | Hà Nội                        | Nguyễn Tiến Linh        | Becamex Bình Dương                            | [ 63 ]        |
| 2022 | Nguyễn Văn Quyết (2) | Hà Nội                               | Nguyễn Tiến Linh        | Becamex Bình Dương            | Nguyễn Hoàng Đức        | Viettel                                       | [ 64 ]        |
| 2023 | Nguyễn Hoàng Đức (2) | Thể Công – Viettel                   | Phạm Tuấn Hải           | Hà Nội                        | Đặng Văn Lâm            | MerryLand Quy Nhơn Bình Định                  | [ 65 ]        |
| 2024 | Nguyễn Tiến Linh     | Becamex Bình Dương                   | Nguyễn Hoàng Đức        | Phù Đổng Ninh Bình            | Phạm Tuấn Hải           | Hà Nội                                        | [ 66 ]        |

### Xếp hạng theo cầu thủ
| Tên cầu thủ (in đậm) | Cầu thủ ở thời điểm hiện tại vẫn còn đang chơi bóng ở cấp độ chuyên nghiệp |

| Xếp hạng | Cầu thủ                 | Quả bóng vàng              | Quả bóng bạc         | Quả bóng đồng        | Tổng số |
| -------- | ----------------------- | -------------------------- | -------------------- | -------------------- | ------- |
| 1        | Phạm Thành Lương        | 4 (2009; 2011; 2014; 2016) | 1 (2010)             |                      | 5       |
| 2        | Lê Huỳnh Đức            | 3 (1995; 1997; 2002)       | 3 (1998; 1999; 2000) |                      | 6       |
| 3        | Lê Công Vinh            | 3 (2004; 2006; 2007)       | 1 (2005)             | 3 (2008; 2014; 2015) | 7       |
| 4        | Nguyễn Văn Quyết        | 2 (2020; 2022)             | 2 (2014; 2015)       |                      | 4       |
| 5        | Nguyễn Hoàng Đức        | 2 (2021; 2023)             | 1 (2024)             | 1 (2022)             | 4       |
| 6        | Nguyễn Hồng Sơn         | 2 (1998; 2000)             |                      | 2 (1996; 1999)       | 4       |
| 7        | Nguyễn Minh Phương      | 1 (2010)                   | 2 (2006; 2007)       | 1 (2012)             | 4       |
| 7        | Nguyễn Quang Hải        | 1 (2018)                   | 2 (2019, 2021)       | 1 (2017)             | 4       |
| 9        | Nguyễn Anh Đức          | 1 (2015)                   | 2 (2017; 2018)       |                      | 3       |
| 10       | Trần Công Minh          | 1 (1999)                   | 1 (1996)             | 2 (1997; 1998)       | 4       |
| 11       | Phan Văn Tài Em         | 1 (2005)                   | 1 (2003)             | 1 (2004)             | 3       |
| 11       | Nguyễn Tiến Linh        | 1 (2024)                   | 1 (2022)             | 1 (2021)             | 3       |
| 13       | Võ Hoàng Bửu            | 1 (1996)                   |                      |                      | 1       |
| 13       | Võ Văn Hạnh             | 1 (2001)                   |                      |                      | 1       |
| 13       | Phạm Văn Quyến          | 1 (2003)                   |                      |                      | 1       |
| 13       | Dương Hồng Sơn          | 1 (2008)                   |                      |                      | 1       |
| 13       | Huỳnh Quốc Anh          | 1 (2012)                   |                      |                      | 1       |
| 13       | Đinh Thanh Trung        | 1 (2017)                   |                      |                      | 1       |
| 13       | Đỗ Hùng Dũng            | 1 (2019)                   |                      |                      | 1       |
| 20       | Lê Tấn Tài              |                            | 1 (2012)             | 2 (2005; 2006)       | 3       |
| 20       | Nguyễn Vũ Phong         |                            | 1 (2009)             | 2 (2007; 2010)       | 3       |
| 22       | Đỗ Khải                 |                            | 1 (2001)             | 1 (2000)             | 2       |
| 22       | Nguyễn Trọng Hoàng      |                            | 1 (2011)             | 1 (2019)             | 2       |
| 22       | Phạm Tuấn Hải           |                            | 1 (2023)             | 1 (2024)             | 2       |
| 25       | Nguyễn Văn Cường        |                            | 1 (1995)             |                      | 1       |
| 25       | Nguyễn Hữu Thắng (1972) |                            | 1 (1997)             |                      | 1       |
| 25       | Trần Minh Quang         |                            | 1 (2002)             |                      | 1       |
| 25       | Thạch Bảo Khanh         |                            | 1 (2004)             |                      | 1       |
| 25       | Vũ Như Thành            |                            | 1 (2008)             |                      | 1       |
| 25       | Lương Xuân Trường       |                            | 1 (2016)             |                      | 1       |
| 25       | Bùi Tiến Dũng           |                            | 1 (2020)             |                      | 1       |
| 32       | Nguyễn Hữu Đang         |                            |                      | 1 (1995)             | 1       |
| 32       | Lưu Ngọc Mai            |                            |                      | 1 (2001)             | 1       |
| 32       | Huỳnh Hồng Sơn          |                            |                      | 1 (2002)             | 1       |
| 32       | Nguyễn Hữu Thắng (1980) |                            |                      | 1 (2003)             | 1       |
| 32       | Bùi Tấn Trường          |                            |                      | 1 (2009)             | 1       |
| 32       | Huỳnh Kesley Alves      |                            |                      | 1 (2011)             | 1       |
| 32       | Vũ Minh Tuấn            |                            |                      | 1 (2016)             | 1       |
| 32       | Phan Văn Đức            |                            |                      | 1 (2018)             | 1       |
| 32       | Quế Ngọc Hải            |                            |                      | 1 (2020)             | 1       |
| 32       | Đặng Văn Lâm            |                            |                      | 1 (2023)             | 1       |

### Xếp hạng theo câu lạc bộ
| Xếp hạng | Câu lạc bộ                    | Quả bóng vàng | Quả bóng bạc | Quả bóng đồng |
| -------- | ----------------------------- | ------------- | ------------ | ------------- |
| 1        | Hà Nội                        | 7             | 5            | 3             |
| 2        | Sông Lam Nghệ An              | 5             | 3            | 3             |
| 3        | Thể Công                      | 4             | 2            | 5             |
| 4        | Bình Dương                    | 2             | 5            | 5             |
| 5        | Long An                       | 2             | 3            | 1             |
| 6        | Công an Thành phố Hồ Chí Minh | 2             | 3            | 0             |
| 7        | Hà Nội ACB                    | 2             | 1            | 0             |
| 8        | Đồng Tháp                     | 1             | 1            | 3             |
| 9        | Cảng Sài Gòn                  | 1             | 0            | 1             |
| 9        | Đà Nẵng                       | 1             | 0            | 1             |
| 11       | Ngân hàng Đông Á              | 1             | 0            | 0             |
| 11       | Quảng Nam                     | 1             | 0            | 0             |
| 13       | Bình Định                     | 0             | 2            | 1             |
| 14       | Khánh Hòa                     | 0             | 1            | 3             |
| 15       | Hải Quan                      | 0             | 1            | 1             |
| 16       | Incheon United                | 0             | 1            | 0             |
| 16       | Phù Đổng Ninh Bình            | 0             | 1            | 0             |
| 18       | Sài Gòn Xuân Thành            | 0             | 0            | 1             |
| 18       | Than Quảng Ninh               | 0             | 0            | 1             |
| 18       | Thành phố Hồ Chí Minh (nữ)    | 0             | 0            | 1             |

## Quả bóng vàng nữ

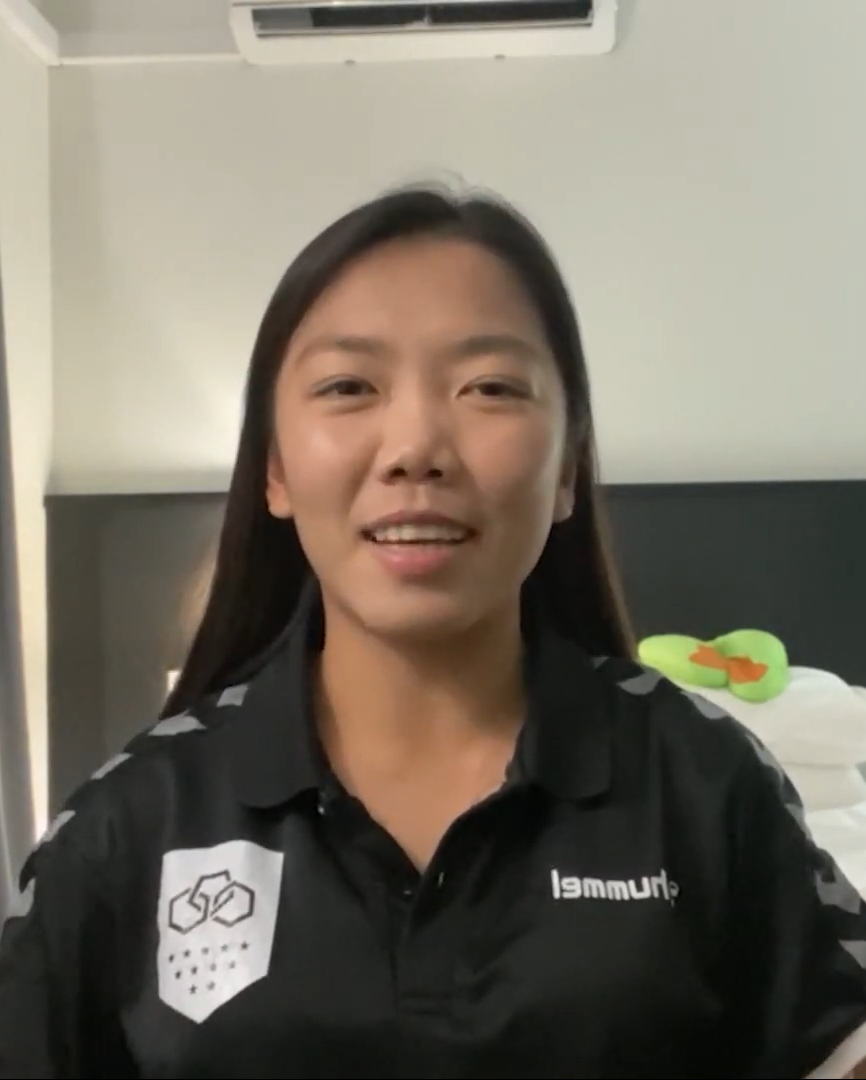
Huỳnh Như, người hiện nắm giữ kỷ lục giành 5 Quả bóng vàng nữ Việt Nam

Đối với hạng mục Quả bóng vàng Việt Nam dành cho cầu thủ nữ, Huỳnh Như là cái tên thắng giải nhiều nhất khi 5 lần đoạt danh hiệu này. Xếp ngay sau đó là Đoàn Thị Kim Chi với bốn lần. Câu lạc bộ bóng đá nữ Thành phố Hồ Chí Minh là đội bóng có số lượt cầu thủ giành Quả bóng vàng nữ nhiều nhất với 15 lần tính đến thời điểm năm 2024. Người trẻ nhất đoạt danh hiệu này dành cho nữ là Văn Thị Thanh khi mới 18 tuổi ở thời điểm đạt giải. Có hai thủ môn nữ đoạt danh hiệu Quả bóng vàng: Nguyễn Thị Kim Hồng năm 2002, và Đặng Thị Kiều Trinh đạt được vào các năm 2011, 2012, 2017.
Đương kim Quả bóng vàng nữ Việt Nam (2024) là cầu thủ Trần Thị Thùy Trang của câu lạc bộ Thành phố Hồ Chí Minh I. Huỳnh Như là cầu thủ đầu tiên và duy nhất đến hiện tại thuộc biên chế của một đội bóng ở nước ngoài đoạt Quả bóng vàng Việt Nam, khi cô thi đấu cho Lank FC của Bồ Đào Nha ở thời điểm đoạt giải.

### Người chiến thắng
|  | Cầu thủ ở thời điểm đoạt giải không thi đấu trong nước |

| Năm  | Quả bóng vàng             | Quả bóng vàng           | Quả bóng bạc              | Quả bóng bạc             | Quả bóng đồng            | Quả bóng đồng            | Nguồn         |
| ---- | ------------------------- | ----------------------- | ------------------------- | ------------------------ | ------------------------ | ------------------------ | ------------- |
| Năm  | Cầu thủ                   | Câu lạc bộ              | Cầu thủ                   | Câu lạc bộ               | Cầu thủ                  | Câu lạc bộ               | Nguồn         |
| 2002 | Nguyễn Thị Kim Hồng       | Thành phố Hồ Chí Minh   |                           |                          |                          |                          | [ 12 ] [ 44 ] |
| 2003 | Văn Thị Thanh             | Hà Nam                  | Lưu Ngọc Mai              | Thành phố Hồ Chí Minh    | Phùng Thị Minh Nguyệt    | Hà Nội                   | [ 45 ] [ 44 ] |
| 2004 | Đoàn Thị Kim Chi          | Thành phố Hồ Chí Minh   | Đỗ Hồng Tiến              | Thành phố Hồ Chí Minh    | Trần Thị Kim Hồng        | Thành phố Hồ Chí Minh    | [ 46 ] [ 44 ] |
| 2005 | Đoàn Thị Kim Chi (2)      | Thành phố Hồ Chí Minh   | Văn Thị Thanh             | Hà Nam                   | Đào Thị Miện             | Hà Tây                   | [ 47 ] [ 44 ] |
| 2006 | Đào Thị Miện              | Hà Tây                  | Đoàn Thị Kim Chi          | Thành phố Hồ Chí Minh    | Bùi Thị Tuyết Mai        | Hà Nội                   | [ 48 ] [ 44 ] |
| 2007 | Đoàn Thị Kim Chi (3)      | Thành phố Hồ Chí Minh   | Đào Thị Miện              | Hà Tây                   | Trần Thị Kim Hồng (2)    | Thành phố Hồ Chí Minh    | [ 49 ] [ 44 ] |
| 2008 | Đỗ Thị Ngọc Châm          | Hà Nội                  | Đào Thị Miện (2)          | Hà Nội                   | Trần Thị Kim Hồng (3)    | Thành phố Hồ Chí Minh    | [ 51 ] [ 44 ] |
| 2009 | Đoàn Thị Kim Chi (4)      | Thành phố Hồ Chí Minh   | Đặng Thị Kiều Trinh       | Thành phố Hồ Chí Minh    | Đào Thị Miện (2)         | Hà Nội                   | [ 52 ] [ 44 ] |
| 2010 | Trần Thị Kim Hồng         | Thành phố Hồ Chí Minh   | Đặng Thị Kiều Trinh (2)   | Thành phố Hồ Chí Minh    | Nguyễn Thị Ngọc Anh      | Hà Nội                   | [ 53 ] [ 44 ] |
| 2011 | Đặng Thị Kiều Trinh       | Thành phố Hồ Chí Minh   | Lê Thị Thương             | Than Khoáng Sản Việt Nam | Nguyễn Thị Muôn          | Hà Nội                   | [ 54 ]        |
| 2012 | Đặng Thị Kiều Trinh (2)   | Thành phố Hồ Chí Minh   | Lê Thị Thương (2)         | Than Khoáng Sản Việt Nam | Nguyễn Thị Ngọc Anh (2)  | Hà Nội                   | [ 44 ] [ 55 ] |
| 2013 | Không trao giải           | Không trao giải         | Không trao giải           | Không trao giải          | Không trao giải          | Không trao giải          | [ 23 ]        |
| 2014 | Nguyễn Thị Tuyết Dung     | Hà Nam                  | Đặng Thị Kiều Trinh (3)   | Thành phố Hồ Chí Minh    | Nguyễn Thị Minh Nguyệt   | Hà Nội                   | [ 56 ]        |
| 2015 | Nguyễn Thị Minh Nguyệt    | Hà Nội                  | Nguyễn Thị Tuyết Dung     | Hà Nam                   | Huỳnh Như                | Thành phố Hồ Chí Minh    | [ 57 ]        |
| 2016 | Huỳnh Như                 | Thành phố Hồ Chí Minh I | Chương Thị Kiều           | Thành phố Hồ Chí Minh I  | Đặng Thị Kiều Trinh      | Thành phố Hồ Chí Minh I  | [ 58 ]        |
| 2017 | Đặng Thị Kiều Trinh (3)   | Thành phố Hồ Chí Minh I | Nguyễn Thị Tuyết Dung (2) | Phong Phú Hà Nam         | Huỳnh Như (2)            | Thành phố Hồ Chí Minh I  | [ 59 ]        |
| 2018 | Nguyễn Thị Tuyết Dung (2) | Phong Phú Hà Nam        | Huỳnh Như                 | Thành phố Hồ Chí Minh I  | Chương Thị Kiều          | Thành phố Hồ Chí Minh I  | [ 60 ]        |
| 2019 | Huỳnh Như (2)             | Thành phố Hồ Chí Minh I | Chương Thị Kiều (2)       | Thành phố Hồ Chí Minh I  | Nguyễn Thị Tuyết Dung    | Phong Phú Hà Nam         | [ 61 ]        |
| 2020 | Huỳnh Như (3)             | Thành phố Hồ Chí Minh I | Phạm Hải Yến              | Hà Nội                   | Trần Thị Kim Thanh       | Thành phố Hồ Chí Minh I  | [ 62 ]        |
| 2021 | Huỳnh Như (4)             | Thành phố Hồ Chí Minh I | Phạm Hải Yến (2)          | Hà Nội I                 | Nguyễn Thị Bích Thùy     | Thành phố Hồ Chí Minh I  | [ 63 ]        |
| 2022 | Huỳnh Như (5)             | Länk Vilaverdense       | Trần Thị Thùy Trang       | Thành phố Hồ Chí Minh I  | Nguyễn Thị Bích Thùy (2) | Thành phố Hồ Chí Minh I  | [ 64 ]        |
| 2023 | Trần Thị Kim Thanh        | Thành phố Hồ Chí Minh I | Huỳnh Như (2)             | Länk Vilaverdense        | Nguyễn Thị Bích Thùy (3) | Thành phố Hồ Chí Minh I  | [ 65 ]        |
| 2024 | Trần Thị Thùy Trang       | Thành phố Hồ Chí Minh I | Nguyễn Thị Tuyết Ngân     | Thành phố Hồ Chí Minh I  | Dương Thị Vân            | Than Khoáng Sản Việt Nam | [ 66 ]        |

### Xếp hạng theo cầu thủ
| Xếp hạng | Cầu thủ                | Quả bóng vàng                    | Quả bóng bạc         | Quả bóng đồng        | Tổng số |
| -------- | ---------------------- | -------------------------------- | -------------------- | -------------------- | ------- |
| 1        | Huỳnh Như              | 5 (2016; 2019; 2020; 2021; 2022) | 2 (2018; 2023)       | 2 (2015; 2017)       | 9       |
| 2        | Đoàn Thị Kim Chi       | 4 (2004; 2005; 2007; 2009)       | 1 (2006)             |                      | 5       |
| 3        | Đặng Thị Kiều Trinh    | 3 (2011; 2012; 2017)             | 3 (2009; 2010; 2014) | 1 (2016)             | 7       |
| 4        | Nguyễn Thị Tuyết Dung  | 2 (2014; 2018)                   | 2 (2015; 2017)       | 1 (2019)             | 5       |
| 5        | Đào Thị Miện           | 1 (2006)                         | 2 (2007; 2008)       | 2 (2005; 2009)       | 5       |
| 6        | Văn Thị Thanh          | 1 (2003)                         | 1 (2005)             |                      | 2       |
| 6        | Trần Thị Thùy Trang    | 1 (2024)                         | 1 (2022)             |                      | 2       |
| 8        | Trần Thị Kim Hồng      | 1 (2010)                         |                      | 3 (2004; 2007; 2008) | 4       |
| 9        | Nguyễn Thị Minh Nguyệt | 1 (2015)                         |                      | 1 (2014)             | 2       |
| 9        | Trần Thị Kim Thanh     | 1 (2023)                         |                      | 1 (2020)             | 2       |
| 11       | Nguyễn Thị Kim Hồng    | 1 (2002)                         |                      |                      | 1       |
| 11       | Đỗ Thị Ngọc Châm       | 1 (2008)                         |                      |                      | 1       |
| 13       | Chương Thị Kiều        |                                  | 2 (2016; 2019)       | 1 (2018)             | 3       |
| 14       | Lê Thị Thương          |                                  | 2 (2011; 2012)       |                      | 2       |
| 14       | Phạm Hải Yến           |                                  | 2 (2020; 2021)       |                      | 2       |
| 16       | Lưu Ngọc Mai           |                                  | 1 (2003)             |                      | 1       |
| 16       | Đỗ Hồng Tiến           |                                  | 1 (2004)             |                      | 1       |
| 16       | Nguyễn Thị Tuyết Ngân  |                                  | 1 (2024)             |                      | 1       |
| 19       | Nguyễn Thị Ngọc Anh    |                                  |                      | 2 (2010; 2012)       | 2       |
| 20       | Phùng Thị Minh Nguyệt  |                                  |                      | 1 (2003)             | 1       |
| 20       | Bùi Thị Tuyết Mai      |                                  |                      | 1 (2006)             | 1       |
| 20       | Nguyễn Thị Muôn        |                                  |                      | 1 (2011)             | 1       |
| 20       | Dương Thị Vân          |                                  |                      | 1 (2024)             | 1       |

### Xếp hạng theo câu lạc bộ
| Xếp hạng | Câu lạc bộ               | Quả bóng vàng | Quả bóng bạc | Quả bóng đồng |
| -------- | ------------------------ | ------------- | ------------ | ------------- |
| 1        | Thành phố Hồ Chí Minh    | 15            | 11           | 11            |
| 2        | Hà Nam                   | 3             | 3            | 1             |
| 3        | Hà Nội                   | 2             | 3            | 7             |
| 4        | Hà Tây                   | 1             | 1            | 1             |
| 5        | Länk Vilaverdense        | 1             | 1            | 0             |
| 6        | Than Khoáng Sản Việt Nam | 0             | 2            | 1             |

## Quả bóng vàng futsal nam

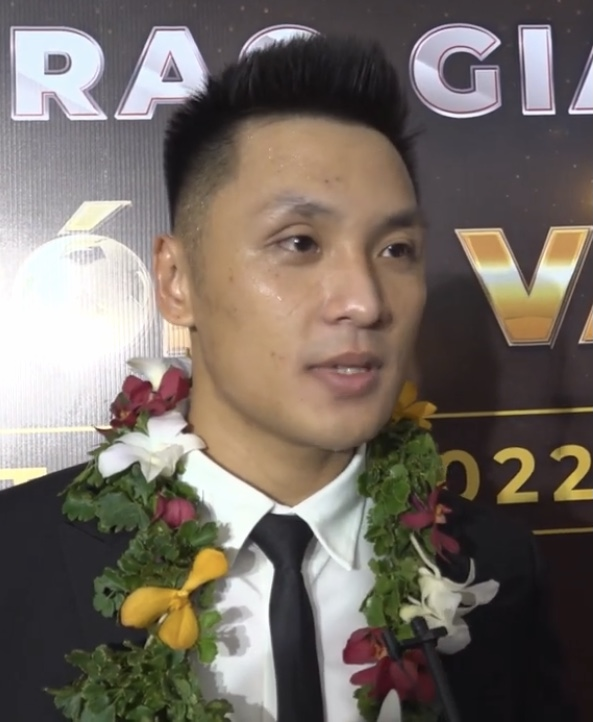
Hồ Văn Ý, thủ môn đã giành 2 Quả bóng vàng futsal nam trong hai năm liên tiếp 2021 và 2022

Ở môn futsal, trong 10 lần trao giải thì cả 10 lần đều thuộc về cầu thủ của câu lạc bộ Thái Sơn Nam. Trong đó, năm 2015, giải được trao với hạng mục "cầu thủ futsal xuất sắc nhất năm". Từ năm 2016, hạng mục này được chuyển thành "Quả bóng vàng futsal", ngoài ra bổ sung thêm giải thưởng dành cho danh hiệu Quả bóng bạc và Quả bóng đồng futsal Việt Nam.
Đương kim Quả bóng vàng futsal Việt Nam (2024) là cầu thủ Nguyễn Thịnh Phát của câu lạc bộ Thái Sơn Nam. Cầu thủ Trần Văn Vũ là người giành nhiều danh hiệu Quả bóng vàng futsal nhiều nhất với ba lần, trong đó một lần vào năm 2015 với tư cách "Cầu thủ futsal xuất sắc nhất" và hai năm 2016 và 2019 với tư cách "Quả bóng vàng futsal". Thủ môn Hồ Văn Ý xếp sau với hai lần giành Quả bóng vàng futsal.

### Người chiến thắng
| Năm  | Quả bóng vàng     | Quả bóng vàng | Quả bóng bạc        | Quả bóng bạc | Quả bóng đồng    | Quả bóng đồng                | Nguồn  |
| ---- | ----------------- | ------------- | ------------------- | ------------ | ---------------- | ---------------------------- | ------ |
| Năm  | Cầu thủ           | Câu lạc bộ    | Cầu thủ             | Câu lạc bộ   | Cầu thủ          | Câu lạc bộ                   | Nguồn  |
| 2015 | Trần Văn Vũ       | Thái Sơn Nam  |                     |              |                  |                              | [ 57 ] |
| 2016 | Trần Văn Vũ (2)   | Thái Sơn Nam  | Nguyễn Minh Trí     | Thái Sơn Nam | Nguyễn Bảo Quân  | Thái Sơn Nam                 | [ 58 ] |
| 2017 | Phùng Trọng Luân  | Thái Sơn Nam  | Phạm Đức Hòa        | Thái Sơn Nam | Trần Văn Vũ      | Thái Sơn Nam                 | [ 59 ] |
| 2018 | Vũ Quốc Hưng      | Thái Sơn Nam  | Hồ Văn Ý            | Thái Sơn Nam | Phạm Đức Hòa     | Thái Sơn Nam                 | [ 60 ] |
| 2019 | Trần Văn Vũ (3)   | Thái Sơn Nam  | Nguyễn Minh Trí (2) | Thái Sơn Nam | Phạm Đức Hòa (2) | Thái Sơn Nam                 | [ 61 ] |
| 2020 | Nguyễn Minh Trí   | Thái Sơn Nam  | Hồ Văn Ý (2)        | Thái Sơn Nam | Phùng Trọng Luân | Sanvinest Sanatech Khánh Hòa | [ 62 ] |
| 2021 | Hồ Văn Ý          | Thái Sơn Nam  | Châu Đoàn Phát      | Thái Sơn Nam | Nguyễn Minh Trí  | Thái Sơn Nam                 | [ 63 ] |
| 2022 | Hồ Văn Ý (2)      | Thái Sơn Nam  | Khổng Đình Hùng     | Sahako       | Châu Đoàn Phát   | Thái Sơn Nam                 | [ 64 ] |
| 2023 | Phạm Đức Hòa      | Thái Sơn Nam  | Châu Đoàn Phát (2)  | Thái Sơn Nam | Hồ Văn Ý         | Thái Sơn Nam                 | [ 65 ] |
| 2024 | Nguyễn Thịnh Phát | Thái Sơn Nam  | Nguyễn Mạnh Dũng    | Thái Sơn Nam | Phạm Văn Tú      | Thái Sơn Bắc                 | [ 66 ] |

### Xếp hạng theo cầu thủ
| Xếp hạng | Cầu thủ           | Quả bóng vàng        | Quả bóng bạc   | Quả bóng đồng  | Tổng số |
| -------- | ----------------- | -------------------- | -------------- | -------------- | ------- |
| 1        | Trần Văn Vũ       | 3 (2015; 2016; 2019) |                | 1 (2017)       | 4       |
| 2        | Hồ Văn Ý          | 2 (2021; 2022)       | 2 (2018; 2020) | 1 (2023)       | 5       |
| 3        | Nguyễn Minh Trí   | 1 (2020)             | 2 (2016; 2019) | 1 (2021)       | 4       |
| 4        | Phạm Đức Hòa      | 1 (2023)             | 1 (2017)       | 2 (2019; 2020) | 4       |
| 5        | Phùng Trọng Luân  | 1 (2017)             |                | 1 (2020)       | 5       |
| 6        | Vũ Quốc Hưng      | 1 (2018)             |                |                | 1       |
| 6        | Nguyễn Thịnh Phát | 1 (2024)             |                |                | 1       |
| 8        | Châu Đoàn Phát    |                      | 2 (2021; 2023) | 1 (2022)       | 3       |
| 9        | Khổng Đình Hùng   |                      | 1 (2022)       |                | 1       |
| 9        | Nguyễn Mạnh Dũng  |                      | 1 (2024)       |                | 1       |
| 11       | Nguyễn Bảo Quân   |                      |                | 1 (2016)       | 1       |
| 11       | Phạm Văn Tú       |                      |                | 1 (2024)       | 1       |

### Xếp hạng theo câu lạc bộ
| Xếp hạng | Câu lạc bộ          | Quả bóng vàng | Quả bóng bạc | Quả bóng đồng |
| -------- | ------------------- | ------------- | ------------ | ------------- |
| 1        | Thái Sơn Nam        | 10            | 8            | 7             |
| 2        | Sahako              | 0             | 1            | 0             |
| 3        | Sanvinest Khánh Hòa | 0             | 0            | 1             |
| 3        | Thái Sơn Bắc        | 0             | 0            | 1             |

## Các hạng mục giải khác

### Giải thưởng dành cho cầu thủ trẻ và cầu thủ nước ngoài

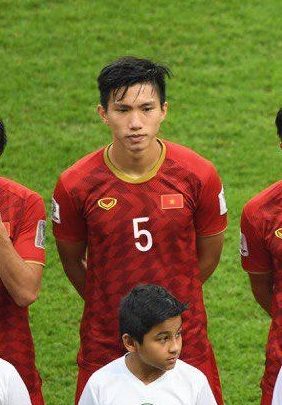
Đoàn Văn Hậu, cầu thủ 3 lần giành giải thưởng "Cầu thủ trẻ xuất sắc nhất" vào các năm 2017, 2018, 2019

Bên cạnh danh hiệu Quả bóng vàng Việt Nam dành cho các nội dung bóng đá nam, bóng đá nữ và futsal, hằng năm trong các lễ trao giải, giải thưởng này còn vinh danh các hạng mục Cầu thủ trẻ nam xuất sắc nhất, Cầu thủ trẻ nữ xuất sắc nhất, Cầu thủ nước ngoài xuất sắc nhất. Ở hạng mục Cầu thủ trẻ nam xuất sắc nhất, tính đến năm 2024, Đoàn Văn Hậu đang là người có nhiều lần đoạt giải này nhất với ba lần liên tiếp vào các năm 2017, 2018 và 2019; trong khi ở hạng mục tương tự dành cho nữ, bốn cầu thủ cùng có hai lần đoạt danh hiệu là Chương Thị Kiều, Lê Thị Lương, Nguyễn Thị Tuyết Ngân và Vũ Thị Hoa. Đối với hạng mục Cầu thủ nước ngoài xuất sắc nhất, Gaston Merlo đang nắm giữ kỷ lục với bốn lần đoạt giải vào các năm 2009, 2011, 2012 và 2016. Có bốn cầu thủ đã từng đoạt cả hai danh hiệu Cầu thủ trẻ xuất sắc nhất và Quả bóng vàng dành cho nam, gồm Phạm Văn Quyến, Lê Công Vinh, Phạm Thành Lương và Nguyễn Văn Quyết.
Năm 2024, danh hiệu Cầu thủ trẻ nam xuất sắc nhất thuộc về Bùi Vĩ Hào; trong khi Vũ Thị Hoa là người giành giải ở hạng mục tương ứng đối với nữ. Cầu thủ Rafaelson có năm thứ hai liên tiếp đoạt giải Cầu thủ nước ngoài xuất sắc nhất, và là người đầu tiên nhận danh hiệu này khi mang quốc tịch Việt Nam (với cái tên Nguyễn Xuân Son).
|   | Cầu thủ ở thời điểm đoạt giải không thi đấu trong nước                                      |
|   | Cầu thủ ở thời điểm đoạt giải có quốc tịch nước ngoài, nhưng sau đó được nhập tịch Việt Nam |
| * | Cầu thủ nước ngoài trong năm đoạt giải được nhận quốc tịch Việt Nam                         |

| Năm  | Cầu thủ trẻ xuất sắc nhất   | Cầu thủ trẻ xuất sắc nhất | Cầu thủ nước ngoài xuất sắc nhất | Cầu thủ nước ngoài xuất sắc nhất       | Cầu thủ trẻ nữ xuất sắc nhất | Cầu thủ trẻ nữ xuất sắc nhất | Nguồn         |
| ---- | --------------------------- | ------------------------- | -------------------------------- | -------------------------------------- | ---------------------------- | ---------------------------- | ------------- |
| Năm  | Cầu thủ                     | Câu lạc bộ                | Cầu thủ                          | Câu lạc bộ                             | Cầu thủ                      | Câu lạc bộ                   | Nguồn         |
| 2000 | Phạm Văn Quyến              | Sông Lam Nghệ An          | Iddi Batambuje                   | Sông Lam Nghệ An                       |                              |                              | [ 12 ] [ 44 ] |
| 2001 | Nguyễn Huy Hoàng            | Sông Lam Nghệ An          | Iddi Batambuje (2)               | Sông Lam Nghệ An                       | [ 12 ] [ 44 ]                |                              |               |
| 2002 | Phạm Văn Quyến (2)          | Sông Lam Nghệ An          | Fabio dos Santos                 | Gạch Đồng Tâm Long An                  | [ 12 ] [ 44 ]                |                              |               |
| 2003 | Phan Thanh Bình             | Đồng Tháp                 | Kiatisuk Senamuang               | Hoàng Anh Gia Lai                      | [ 45 ] [ 44 ]                |                              |               |
| 2004 | Lê Công Vinh                | Sông Lam Nghệ An          | Kiatisuk Senamuang (2)           | Hoàng Anh Gia Lai                      | [ 46 ] [ 44 ]                |                              |               |
| 2005 | Lê Tấn Tài                  | Khánh Hòa                 | Kesley Alves                     | Bình Dương                             | [ 47 ] [ 44 ]                |                              |               |
| 2006 | Nguyễn Thành Long Giang     | Tiền Giang                | Elenildo De Jesus                | Thép Miền Nam – Cảng Sài Gòn           | [ 48 ] [ 44 ]                |                              |               |
| 2007 | Nguyễn Thành Long Giang (2) | T&T Hà Nội                | Jose Emidio de Almeida           | Đà Nẵng                                | [ 49 ] [ 44 ]                |                              |               |
| 2008 | Phạm Thành Lương            | Hà Nội ACB                | Jose Emidio de Almeida (2)       | SHB Đà Nẵng                            | [ 51 ] [ 44 ]                |                              |               |
| 2009 | Nguyễn Trọng Hoàng          | Sông Lam Nghệ An          | Gaston Merlo                     | SHB Đà Nẵng                            | [ 52 ] [ 44 ]                |                              |               |
| 2010 | Nguyễn Văn Quyết            | Hà Nội T&T                | Samson Kayode                    | Tập đoàn Cao su Đồng Tháp              | [ 53 ] [ 44 ]                |                              |               |
| 2011 | Nguyễn Văn Quyết (2)        | Hà Nội T&T                | Gaston Merlo (2)                 | SHB Đà Nẵng                            | [ 54 ]                       |                              |               |
| 2012 | Trần Phi Sơn                | Sông Lam Nghệ An          | Gaston Merlo (3)                 | SHB Đà Nẵng                            | Chương Thị Kiều              | Thành phố Hồ Chí Minh        | [ 44 ] [ 55 ] |
| 2013 | Không trao giải             | Không trao giải           | Không trao giải                  | Không trao giải                        | Không trao giải              | Không trao giải              | [ 23 ]        |
| 2014 | Nguyễn Tuấn Anh             | Hoàng Anh Gia Lai         | Abass Dieng                      | Becamex Bình Dương                     | Lê Hoài Lương                | Thành phố Hồ Chí Minh        | [ 56 ]        |
| 2015 | Nguyễn Công Phượng          | Hoàng Anh Gia Lai         | Abass Dieng (2)                  | Becamex Bình Dương                     | Chương Thị Kiều (2)          | Thành phố Hồ Chí Minh        | [ 57 ]        |
| 2016 | Vũ Văn Thanh                | Hoàng Anh Gia Lai         | Gastón Merlo (4)                 | SHB Đà Nẵng                            | Lê Hoài Lương (2)            | Thành phố Hồ Chí Minh        | [ 58 ]        |
| 2017 | Đoàn Văn Hậu                | Hà Nội                    | Claudecir                        | Quảng Nam                              | Nguyễn Thị Vạn               | Than Khoáng Sản Việt Nam     | [ 59 ]        |
| 2018 | Đoàn Văn Hậu (2)            | Hà Nội                    | Ganiyu Bolayi Oseni              | Hà Nội                                 | Nguyễn Thị Tuyết Ngân        | Thành phố Hồ Chí Minh I      | [ 60 ]        |
| 2019 | Đoàn Văn Hậu (3)            | Heerenveen                | Pape Omar Faye                   | Hà Nội                                 | Nguyễn Thị Tuyết Ngân (2)    | Thành phố Hồ Chí Minh I      | [ 61 ]        |
| 2020 | Bùi Hoàng Việt Anh          | Hà Nội                    | Bruno Cantanhede                 | Viettel                                | Ngân Thị Vạn Sự              | Hà Nội I                     | [ 62 ]        |
| 2021 | Không trao giải             | Không trao giải           | Không trao giải                  | Không trao giải                        | Không trao giải              | Không trao giải              | [ 26 ]        |
| 2022 | Khuất Văn Khang             | Viettel                   | Rimario Gordon                   | Hải Phòng                              | Vũ Thị Hoa                   | Hà Nội I                     | [ 64 ]        |
| 2023 | Nguyễn Thái Sơn             | Đông Á Thanh Hóa          | Rafaelson                        | TopenLand Bình Định/Thép Xanh Nam Định | Ngọc Minh Chuyên             | Thái Nguyên T&T              | [ 65 ]        |
| 2024 | Bùi Vĩ Hào                  | Becamex Bình Dương        | Rafaelson*                       | Thép Xanh Nam Định                     | Vũ Thị Hoa (2)               | Phong Phú Hà Nam             | [ 66 ]        |

### Giải Cống hiến

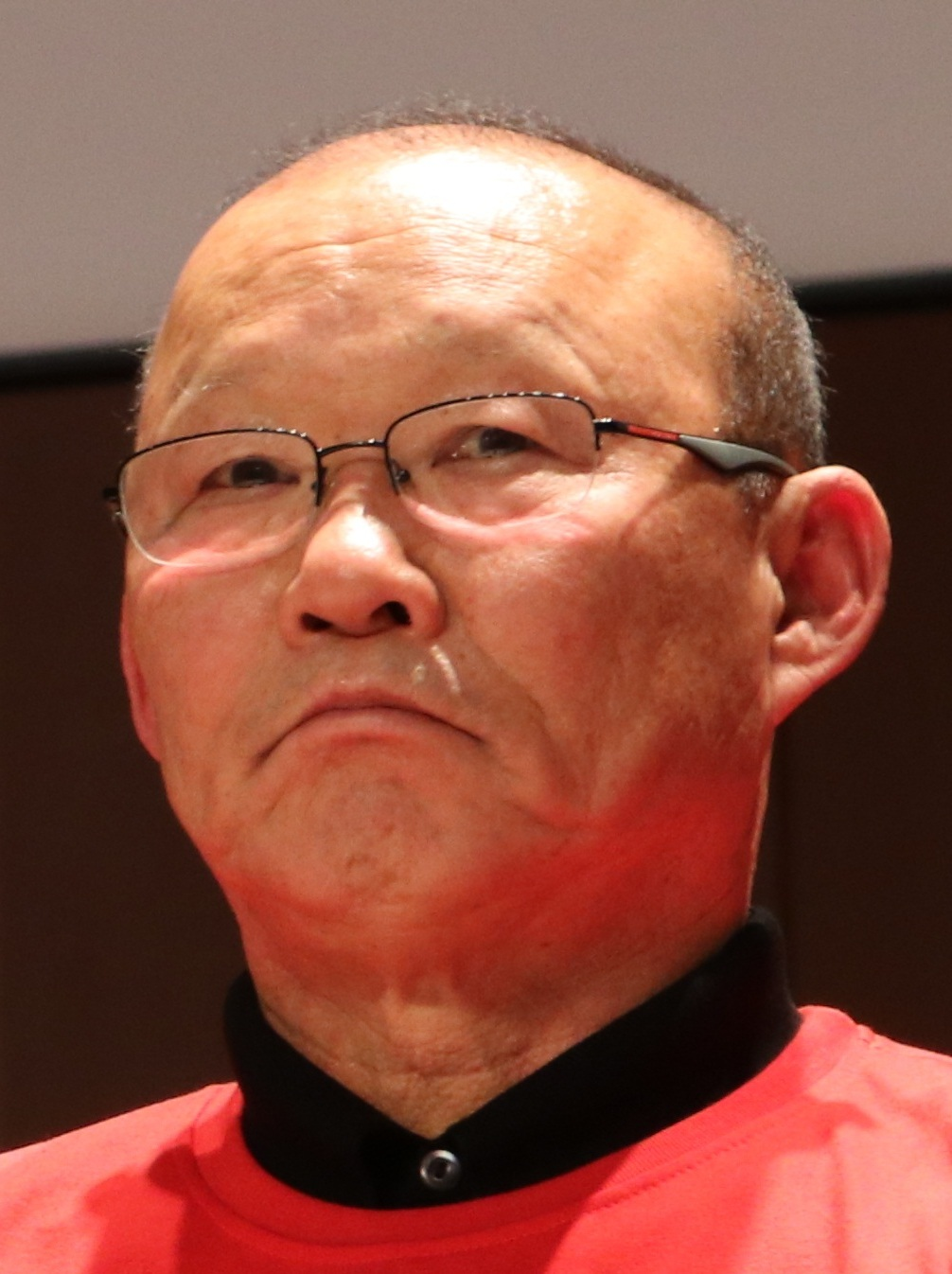
Huấn luyện viên Park Hang-seo, người nước ngoài duy nhất giành giải Cống hiến

Vào các năm 2016, 2019 và 2023, một hạng mục phụ là Giải Cống hiến đã được tổ chức trao tặng, dành cho những cá nhân có những đóng góp quan trọng cho bóng đá Việt Nam. Trong ba lần trao giải tính đến năm 2024, đã có 6 cá nhân được vinh danh với danh hiệu này.
| Năm  | Người đoạt giải  | Chú thích     |
| ---- | ---------------- | ------------- |
| 2016 | Trần Minh Chiến  | [ 58 ] [ 19 ] |
| 2016 | Nguyễn Bảo Quân  | [ 58 ] [ 19 ] |
| 2019 | Park Hang-seo    | [ 20 ] [ 61 ] |
| 2019 | Mai Đức Chung    | [ 20 ] [ 61 ] |
| 2023 | Phạm Thành Lương | [ 65 ] [ 21 ] |
| 2023 | Trần Văn Vũ      | [ 65 ] [ 21 ] |